# Algorta (Uruguay)
Pour les articles homonymes, voir Algorta.
Algorta est une ville de l'Uruguay située dans le département de Río Negro. Sa population est de 804 habitants.

## Histoire
La ville a été fondée en 1885.

## Population
| Année | Population |
| ----- | ---------- |
| 1963  | 621        |
| 1975  | 570        |
| 1985  | 548        |
| 1996  | 705        |
| 2004  | 804        |

Référence,: